# Mile Jedinak
Michael John "Mile" Jedinak (Sydney, 1984. augusztus 3. –) ausztrál válogatott labdarúgó, jelenleg a Crystal Palace középpályása.

## Statisztika
2014. május 11. szerint
| Klub                   | Szezon                  | Osztály                 | Bajnokság | Bajnokság | Kupa  | Kupa | Európa | Európa | Összesen | Összesen |
| Klub                   | Szezon                  | Osztály                 | Mérk.     | Gól       | Mérk. | Gól  | Mérk.  | Gól    | Mérk.    | Gól      |
| ---------------------- | ----------------------- | ----------------------- | --------- | --------- | ----- | ---- | ------ | ------ | -------- | -------- |
| Sydney United          | 2000–01                 | NSL                     | 3         | 0         | —     | —    | —      | —      | 3        | 0        |
| Sydney United          | 2001–02                 | NSL                     | 7         | 1         | —     | —    | —      | —      | 7        | 1        |
| Sydney United          | 2002–03                 | NSL                     | 18        | 2         | —     | —    | —      | —      | 18       | 2        |
| Varteks                | 2003–04                 | Prva HNL                | 0         | 0         | 0     | 0    | 1      | 0      | 1        | 0        |
| Sydney United          | 2004–05                 | NSWPL                   | 24        | 3         | —     | —    | —      | —      | 24       | 3        |
| Sydney United          | 2005–06                 | NSWPL                   | 30        | 6         | —     | —    | —      | —      | 30       | 6        |
| Sydney United          | Sydney összesen         | Sydney összesen         | 82        | 12        | 0     | 0    | 0      | 0      | 82       | 12       |
| Central Coast Mariners | 2006–07                 | A-League                | 8         | 0         | —     | —    | —      | —      | 8        | 0        |
| Central Coast Mariners | 2007–08                 | A-League                | 22        | 2         | 4     | 0    | —      | —      | 22       | 2        |
| Central Coast Mariners | 2008–09                 | A-League                | 15        | 6         | 4     | 2    | —      | —      | 15       | 6        |
| Central Coast Mariners | Central Coast összesen  | Central Coast összesen  | 45        | 8         | 8     | 2    | 0      | 0      | 49       | 10       |
| Gençlerbirliği         | 2008–09                 | Süper Lig               | 15        | 1         | 0     | 0    | —      | —      | 15       | 1        |
| Gençlerbirliği         | 2009–10                 | Süper Lig               | 2         | 0         | 0     | 0    | —      | —      | 2        | 0        |
| Antalyaspor            | 2009–10                 | Süper Lig               | 28        | 5         | 8     | 2    | —      | —      | 36       | 7        |
| Gençlerbirliği         | 2010–11                 | Süper Lig               | 21        | 3         | 3     | 1    | —      | —      | 24       | 4        |
| Gençlerbirliği         | Gençlerbirliği összesen | Gençlerbirliği összesen | 38        | 4         | 3     | 1    | 0      | 0      | 41       | 5        |
| Crystal Palace         | 2011–12                 | Championship            | 31        | 1         | 4     | 0    | —      | —      | 35       | 1        |
| Crystal Palace         | 2012–13                 | Championship            | 44        | 3         | 2     | 0    | —      | —      | 46       | 3        |
| Crystal Palace         | 2013–14                 | Premier League          | 38        | 1         | 0     | 0    | —      | —      | 38       | 1        |
| Crystal Palace         | Crystal Palace összesen | Crystal Palace összesen | 113       | 5         | 6     | 0    | 0      | 0      | 119      | 5        |
| Karrier összesen       | Karrier összesen        | Karrier összesen        | 307       | 34        | 25    | 5    | 1      | 0      | 328      | 39       |

## Sikerek
Sydney United
- Ausztrál másodosztály bajnok (1): 2006

Central Cost Mariners
- Ausztrál bajnok (1): 2007–08

Crystal Palace
- Angol másodosztály play-off győztes (1): 2013

## Fordítás
- Ez a szócikk részben vagy egészben  a   Mile Jedinak című angol Wikipédia-szócikk fordításán alapul.  Az eredeti cikk szerkesztőit annak laptörténete sorolja fel. Ez a jelzés csupán a megfogalmazás eredetét és a szerzői jogokat jelzi, nem szolgál a cikkben szereplő információk forrásmegjelöléseként.